# Ján Babjak
Ján Babjak, S.J. (n. 28 octombrie 1953, Hažín nad Cirochou, lângă Humenné, Cehoslovacia, azi în Slovacia) este un cleric iezuit slovac, arhiepiscop emerit al Arhiepiscopiei de Prešov și mitropolit al Bisericii Greco-Catolice din Slovacia.

## Biografie
Ján Babjak a studiat filosofia și teologia la Seminarul Sfinții Chiril și Metodiu din Bratislava. A fost hirotonit preot la 11 iunie 1978.
A făcut pastorație în Eparhia de Prešov. La 18 iunie 1987 a intrat în Ordinul iezuit. Încheindu-și formarea sa spirituală, Ján Babjak a fost trimis la Roma, pentru a se specializa în teologia orientală la Institutul Pontifical Oriental. Aici a obținut licența în 1993. După o întrerupere de un an, s-a întors la Roma pentru a urma studii de doctorat în teologia orientală, pe care le-a încheiat în 1996 cu o teză referitoare la Michal Lacko (1920-1982), un istoric și scriitor spiritual slovac. După întoarcerea în Slovacia a fost director al Centrului Spiritual „Michal Lacko” de la Košice și a predat teologia la Universitatea din Trnava.
În 2002 papa Ioan Paul al II-lea l-a numit episcop de Prešov. Hirotonirea episcopală i-a fost conferită în Bazilica Sfântul Petru din Roma, tot de papa Ioan Paul al II-lea, la 6 ianuarie 2003.
La 30 ianuarie 2008 Eparhia de Prešov a fost ridicată de către papa Benedict al XVI-lea la rangul de arhiepiscopie, iar Ján Babjak a devenit primul arhiepiscop de Prešov și mitropolit al Bisericii Greco-Catolice din Slovacia.

## Opera
- Ján Babjak, P. Michal Lacko, SJ, informátor a formátor gréckokatolíkov. Trnava, Vydavateľstvo Dobrá kniha, 1997. Dialógy (care este teza sa de doctorat).
- Ján Babjak, Zostali verní: I. zväzok. Prešov, Petra, 2009. ISBN 978-80-8099-034-3

## Galerie de imagini

Stema și deviza arhiepiscopului Ján Babjak
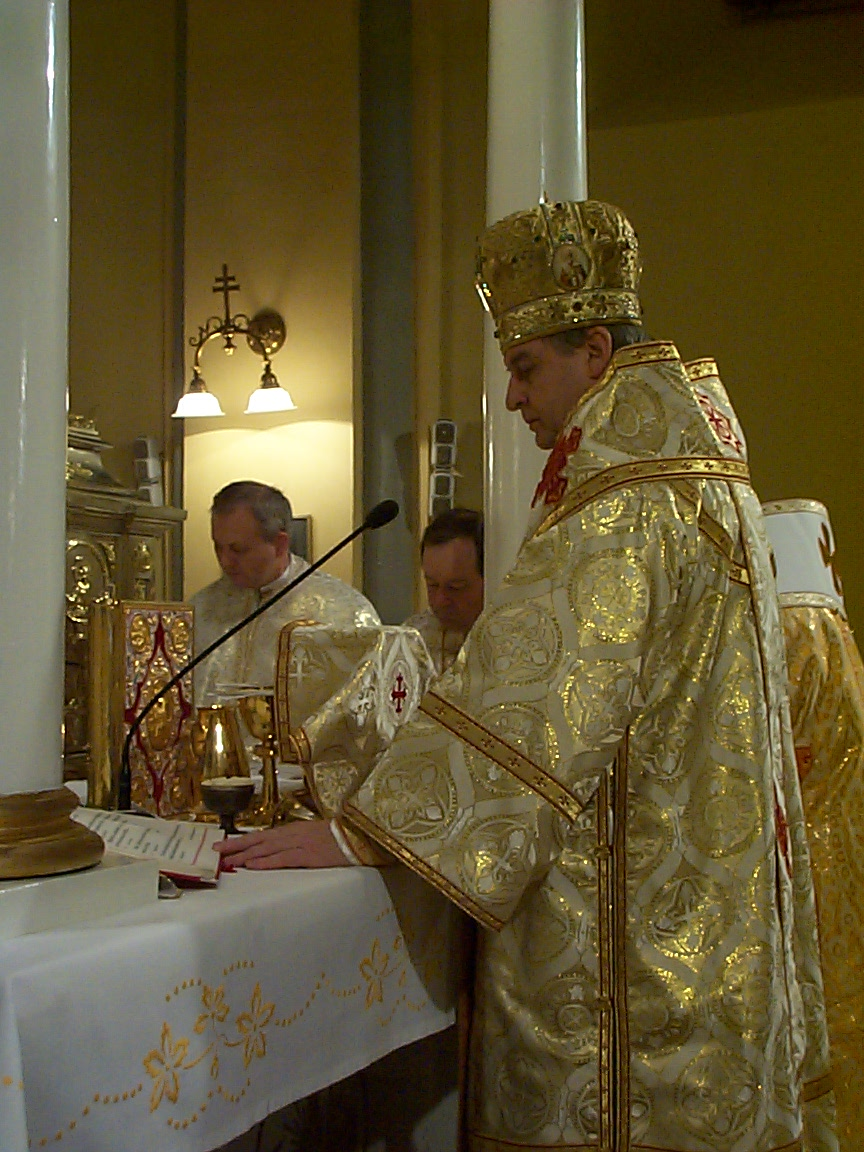
Episcopul Ján Babjak celebrând Sfânta Liturghie, în Catedrala din Prešov.